# Eliziejus Draugelis

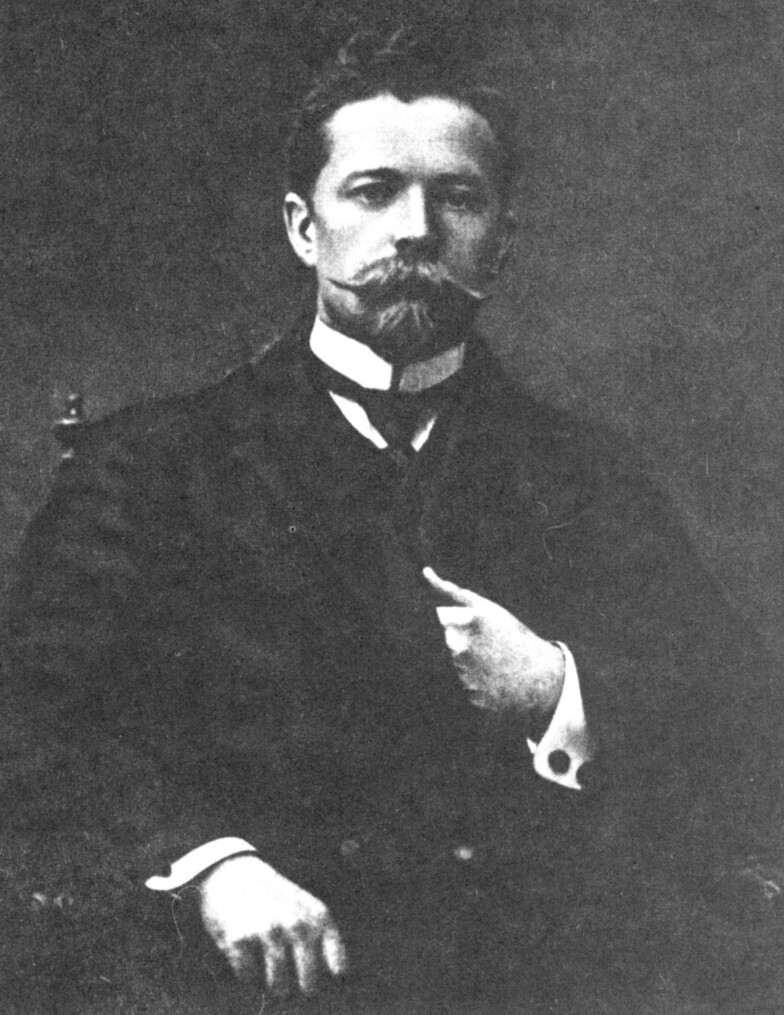
Eliziejus Draugelis

Eliziejus Draugelis (* 11. April 1888 in Bardauskai, Rajon Vilkaviškis; † 8. Oktober 1981 in San Paulo) war ein litauischer Politiker.

## Biografie
Er lernte in der Grundschule Bardauskai, wo sein Vater als Lehrer arbeitete. Seine Schwester Magdalena Draugelytė-Galdikienė war auch Mitglied des Steigiamasis Seimas. 1909 absolvierte er das Gymnasium Marijampolė und 1914 das Studium der Medizin an der Universität Moskau. Ab 1914 arbeitete er als Militärarzt. Von 1918 bis 1919 war er Bürgermeister von Marijampolė, von 1919 bis 1920 Innenminister Litauens in der Regierung von Ernestas Galvanauskas, von 1920 bis 1922 Mitglied im Steigiamasis Seimas, danach Mitglied im Seimas.